# Курфюршество Брауншвейг-Люнебург
Курфюршество Брауншвейг-Люнебург (нем. Kurfürstentum Braunschweig-Lüneburg), неофициально часто называвшееся по своей столице Курфюршество Ганновер (нем. Kurfürstentum Hannover) — государство в составе Священной Римской империи.

## История
В 1692 году император Леопольд I за помощь во время войны Аугсбургской лиги возвёл герцога Брауншвейг-Каленбергского Эрнста Августа в курфюрсты. Это вызвало протесты, и Рейхстаг Священной Римской империи утвердил это повышение в ранге лишь в 1708 году. Официальным названием курфюршества стало Chur-Braunschweig-Lüneburg, однако по герцогской столице Ганноверу его стали часто называть Chur-Hannover или Kurhannover.
Помимо принадлежавшего Эрнсту Августу княжества Каленберг в состав нового курфюршества вошли также упразднённые княжество Гёттинген и княжество Грубенгаген, а также земли бывшего графства Гойа. В 1705 году, после смерти дяди Георга Вильгельма, курфюрст Георг Людвиг унаследовал Княжество Люнебург и герцогство Саксен-Лауэнбург. Во время Северной войны он в 1712 году получил от Дании захваченные той у Швеции герцогства Бремен-Верден (передача была подтверждена в 1719 году Стокгольмским договором), в результате чего курфюршество получило выход к морю.
В 1714 году Георг Людвиг стал королём Великобритании под именем Георга Первого, и с той поры Великобритания и курфюршество стали управляться в рамках личной унии. В 1728 году Георгу I наследовал Георг II, и император Карл VI официально подарил ему Саксен-Лауэнбург, окончательно узаконив захват, совершённый в конце XVII века. В 1731 году Георг II присоединил к Бремен-Вердену бывший саксен-лауэнбургский эксклав Хадельн, перешедший в 1689 году под прямое имперское управление. В 1733 году Георг II также вынудил Карла IV подарить ему и Бремен-Верден.
Во время Семилетней войны в курфюршество в 1757 году вторглись французские войска и разбили местную армию в сражении при Хастенбеке, однако в следующем году они были изгнаны объединёнными силами Великобритании, королевства Пруссия, Гессен-Касселя и герцогства Брауншвейг-Вольфенбюттель.
В 1803 году, в ходе германской медиатизации, к курюфршеству были присоединены земли расформированного Оснабрюкского княжества-епископства. В том же году Великобритания объявила войну Франции, и в курфюршество вторглись французские войска. В 1805 году с началом войны третьей коалиции французские войска ушли из курфюршества, и оно было занято войсками противников Франции; и в декабре французское правительство передало курфюршество, которым оно уже на самом деле не владело, королевству Пруссия, которое захватило эти земли в 1806 году. В августе 1806 года Священная Римская империя была ликвидирована, и титул «курфюрст» потерял смысл. Вскоре Пруссия выступила против Франции, но была разбита, и Брауншвейг-Люнебург опять перешёл в руки французов.
В 1807 году было образовано королевство Вестфалия, в состав которого вошли, в частности, земли входившего в состав Брауншвейг-Люнебурга герцогства Брауншвейг-Вольфенбюттель. В 1810 году в состав Вестфалии были также включены сам Ганновер и Бремен-Верден (но не Саксен-Лауэнбург). Однако правительство Георга III не признало французской аннексии и произведённых территориальных изменений, и органы власти Брауншвейг-Люнебурга продолжили функционировать в Лондоне, где был сформирован Королевский Германский легион.
После разгрома Наполеона Венский конгресс образовал из бывшего курфюршества королевство Ганновер.